# Orthodes candens
Orthodes candens là một loài bướm đêm trong họ Noctuidae.